# جريدة القدس
جريدة القدس هي صحيفة ورقية يومية سياسية ناطقة بالعربية، أسسها محمود أبو الزلف في القدس سنة 1951. تعد الأكثر توزيعاً في فلسطين حيث حصلت على نسبة 43% من ثقة الجمهور الفلسطيني مقابل 7% لصحيفة الحياة الجديدة التي جاءت في المرتبة الثانية. في 23 يوليو 2019 توقفت الجريدة عن الصدور للمرة الأولى من انطلاقها، وذلك بسبب إضراب موظفيها لعدم تسلمهم مستحقاتهم المالية منذ 4 أشهر.
لا توجد صلة بين هذه الصحيفة وصحيفة القدس العربي التي تنشر في لندن.تتنافس في السوق الفلسطيني مع صحيفتي "الحياة الجديدة" الرسمية و"الأيام"، لكن تُعد الأقدم والأكثر حضورًا في القدس والضفة الغربية.

## التأسيس والنشأة
بدأت الصحيفة كمشروع إعلامي مستقل في القدس، حيث أسسها محمود أبو الزلف بالتعاون مع الصحفيين سليم الشريف ومحمود يعيش تحت اسم "الجهاد". في عام 1967، وبموجب قانون المطبوعات الأردني الذي هدف إلى تقليص عدد الصحف اليومية، تم دمج صحيفتي "الجهاد" و"الدفاع" لتشكيل صحيفة "القدس" .

### محمود أبو الزلف: عميد الصحافة الفلسطينية
وُلد محمود أبو الزلف عام 1924 في مدينة يافا، وتلقى تعليمه في الجامعة الأمريكية في بيروت. بعد تخرجه، عمل في جريدة "الدفاع" في يافا، ثم أسس صحيفة "الجهاد" في القدس. بعد دمج الصحيفتين، أصبح رئيس تحرير ومالك جريدة "القدس" حتى وفاته في 28 مارس 2005 .

## الانتشار والتأثير
تُعتبر جريدة القدس من أكثر الصحف توزيعًا في فلسطين، حيث حصلت على نسبة 43% من ثقة الجمهور الفلسطيني في استطلاع عام 2010، متفوقة على صحيفة "الحياة الجديدة" التي جاءت في المرتبة الثانية بنسبة 7% .

### الدور الإعلامي
لعبت جريدة القدس دورًا مركزيًا في تشكيل الوعي الوطني الفلسطيني، خصوصًا في القدس، حيث عملت على:
- توثيق الاعتداءات الإسرائيلية والانتهاكات بحق المقدسات.
- إبراز الصوت الفلسطيني في الساحة الدولية.
- احتضان الأقلام المعارضة والمستقلة في بعض مراحلها، خاصة في الانتفاضتين.

## التحديات والتوقف المؤقت
في 23 يوليو 2019، توقفت الجريدة عن الصدور للمرة الأولى منذ تأسيسها، وذلك بسبب إضراب موظفيها احتجاجًا على عدم تسلمهم مستحقاتهم المالية لمدة أربعة أشهر. استمر الإضراب ليوم واحد فقط، حيث تم التوصل إلى اتفاق بين الإدارة والموظفين لاستئناف العمل .

### الرقابة والتحديات السياسية
واجهت الصحيفة تحديات متعددة، خاصة في ظل الاحتلال الإسرائيلي. تعرضت للرقابة العسكرية الإسرائيلية، حيث كانت تُجبر على إرسال محتواها للمراجعة قبل النشر، خصوصًا خلال فترات التوتر السياسي والأمني .

## التكريم والاحتفاء
في عام 2025، احتفلت الجريدة بصدور العدد العشرين ألف، مما يعكس مسيرتها الطويلة والمستمرة في خدمة القضية الفلسطينية وتوثيق الأحداث التاريخية والسياسية والاجتماعية في المنطقة .

### التوسع الرقمي
بالإضافة إلى النسخة الورقية، تمتلك جريدة القدس موقعًا إلكترونيًا يُحدث باستمرار، ويقدم محتوى متنوعًا يشمل الأخبار المحلية والدولية، مما ساهم في توسيع قاعدة قرائها داخل فلسطين وخارجها.
يمتلك موقعها الإلكتروني www.alquds.com جمهورًا واسعًا داخل فلسطين وخارجها، حيث يوفر:
- تحديثات إخبارية لحظية
- أرشيف المقالات المطبوعة
- إمكانية التفاعل من خلال التعليقات ومواقع التواصل

## أقسام الجريدة
تتضمن جريدة القدس مجموعة من الأقسام الصحفية التي تغطي مختلف جوانب الحياة السياسية والاقتصادية والثقافية والاجتماعية:
- الأخبار المحلية: تغطية شاملة للضفة الغربية، غزة، القدس والداخل الفلسطيني.
- الأخبار الدولية: نقل وتحليل للأحداث العالمية، خاصة المتعلقة بالقضية الفلسطينية.
- الاقتصاد: تقارير عن السوق المحلي، العملات، المشاريع والاستثمارات.
- الرأي والمقالات: زاوية للكتّاب والمحللين السياسيين.
- الثقافة والفنون: مقالات أدبية، تغطيات لمعارض، مراجعات كتب.
- الرياضة: تغطية للمباريات المحلية والدولية، وأخبار اللاعبين الفلسطينيين.
- الملحق الأسبوعي: غالبًا يتناول قضايا اجتماعية وأسرية وتعليمية.

## أبرز الكتّاب والمحررين
تميزت القدس بوجود نخبة من الكتّاب والصحفيين الفلسطينيين والعرب، منهم:
- أحمد مجدلاني – محلل سياسي.
- هاني المصري – مدير مركز مسارات للدراسات.
- جهاد الخازن – صحفي وكاتب معروف، شارك بمقالات تحليلية.
- د. صبري صيدم – وزير سابق وكاتب سياسي.
- رئيس التحرير الفخري: المرحوم محمود أبو الزلف – مؤسس الجريدة وركيزة الصحافة الوطنية.

## وصلات
- موقع الجريدة

## انظر ايضا
- الصحافة الفلسطينية
- جريدة الحياة الجديدة (رام الله)
- وكالة الأنباء الفلسطينية وفا
- مركز تطوير الإعلام بجامعة بيرزيت
- معهد الإعلام العصري بجامعة القدس